# Курсеби
Курсеби (груз. კურსები) — село в Грузии в Ткибульском муниципалитете региона Имеретия, находится на берегах реки Цкалцитела. Центр территориального органа (села: Гелати, Моцамета). 350 метров от уровня моря. От Ткибули 24 километров. По переписи 2014 года в селе живёт 1603 человек.

## Достопримечательности
В деревне сохранились три башни и пять церквей, две из которых превратились в руины.